# Ballerina (rose)
Pour les articles homonymes, voir Ballerina.
'Ballerina' est un cultivar de rosier-arbuste hybride diploïde de la famille des Rosa moschata obtenu en Angleterre par le révérend Pemberton et dont la création a été reprise après sa mort par Ann Bentall en 1937 en Angleterre. Ce rosier aux petites fleurs simples est célèbre dans de nombreux pays du monde et a donné d'autres variétés. 

## Description
Il fleurit de juin à l'automne en une multitude de bouquets de petites fleurs simples de 3 à 4 cm de diamètre de couleur rose clair avec un cœur plus pâle. Il peut mesurer jusqu'à 1,80 m de hauteur pour 1,50 m de largeur et ne se taille pas. Il peut être exposé à mi-ombre, mais le soleil lui est plus bénéfique. Ses feuilles sont vert clair et il est peu épineux, ce qui le fait apprécier dans les jardins.

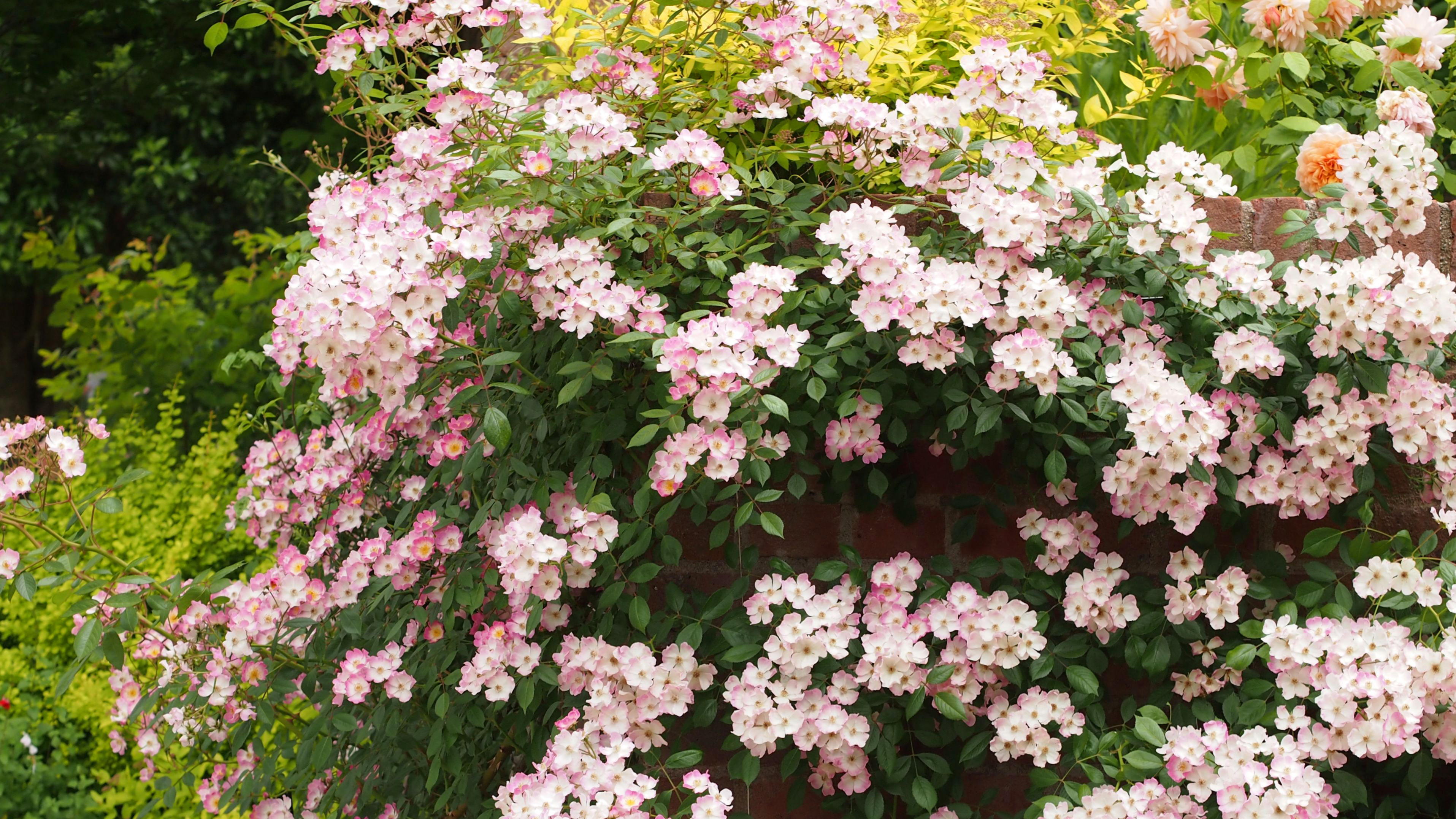
Buisson de rosier 'Ballerina', fin mai.

## Descendance
'Ballerina' a donné naissance par croisement avec 'Ivory Fashion' (rosier floribunda) à 'Sally Holmes', hybride de Rosa moschata distingué comme rose favorite du monde en 2012, ainsi qu'à 'Marjorie Fair' (Harkness 1978) par croisement avec 'Baby Faraux' (Lille 1924) et à 'Pleine de Grâce' (Lens 1984) par croisement avec Rosa filipes.